# Маркета Кохта
Маркета Кохта (нім. Marketa Kochta; нар. 14 липня 1975) — колишня німецька тенісистка.
Найвищу одиночну позицію світового рейтингу — 45 місце досягла 18 липня 1994, парну — 169 місце — 25 вересня 2000 року.
Здобула 2 одиночні та 1 парний титул туру ITF.
Найвищим досягненням на турнірах Великого шолома було 3 коло в одиночному розряді.
Завершила кар'єру 2002 року.

## Фінали ITF

### Одиночний розряд (2–4)
| Легенда         |
| --------------- |
| турніри $25,000 |
| турніри $10,000 |

| Результат | Ранг | Дата           | Турнір                        | Покриття | Суперниця        | Рахунок       |
| --------- | ---- | -------------- | ----------------------------- | -------- | ---------------- | ------------- |
| Поразка   | 1.   | 21 серпня 1989 | Ноймюнстер, Західна Німеччина | Ґрунт    | Мая Живець-Шкуль | 6–2, 4–6, 3–6 |
| Поразка   | 2.   | 16 квітня 1990 | Неаполь, Італія               | Ґрунт    | Катя Пікколіні   | 2–6, 4–6      |
| Поразка   | 3.   | 8 жовтня 1990  | Солсбері (Меріленд), США      | Тверде   | Еллі Гакамі      | 6–4, 6–7, 3–6 |
| Перемога  | 4.   | 1 квітня 1991  | Мулен (Альє), Франція         | Тверде   | Катрін Сюїр      | 6–3, 6–4      |
| Поразка   | 5.   | 2 серпня 1998  | Вінніпег, Канада              | Тверде   | Гіла Розен       | 6–1, 4–6, 6–7 |
| Перемога  | 6.   | 5 вересня 1999 | Сполето, Італія               | Ґрунт    | Глорія Піццікіні | 6–2, 7–6      |

### Парний розряд (1–4)
| Результат | Ранг | Дата              | Турнір                 | Покриття | Партнерка         | Суперниці                              | Рахунок       |
| --------- | ---- | ----------------- | ---------------------- | -------- | ----------------- | -------------------------------------- | ------------- |
| Поразка   | 1.   | 15 червня 1998    | Сопот (Польща), Польща | Ґрунт    | Зіна Шрайбер      | Ріта Куті-Кіш Анна Фелденьї            | 1–6, 6–7(4–7) |
| Поразка   | 2.   | 14 червня 1999    | Горіція, Італія        | Ґрунт    | Еріка Краут       | Хісела Рієра Маріам Рамон Клімент      | 5–7, 3–6      |
| Перемога  | 3.   | 14 листопада 1999 | Рунгстед, Данія        | Килим    | Зіна Шрайбер      | Мія Буріч Ясмін Вер                    | 6–4, 7–6, 6–2 |
| Поразка   | 4.   | 25 червня 2000    | Сопот (Польща), Польща | Ґрунт    | Людмила Ріхтерова | Мілена Неквапілова Гана Шромова        | 3–6, 2–6      |
| Поразка   | 5.   | 10 вересня 2000   | Бухарест, Румунія      | Ґрунт    | Катарина Мишич    | Антоанета Пандєрова Десислава Топалова | 4–6, 2–6      |